# Oh Boy (Peps Persson)
"Oh Boy" är en låt av den svenske blues- och reggaesångaren Peps Persson från 1992.
Låten spelades också sommaren 2005 i Allsång på Skansen då den framfördes både av Peps Persson själv och samtidigt av Robert Gustafsson som var förklädd till Persson.

## Listplaceringar
Notera hur singelskivan först 15 år efter släppet stiger in på Sverigetopplistan.
| Lista (2007-2009) | Topplacering |
| ----------------- | ------------ |
| Sverige           | 43           |

### Fotnoter
1. ↑  ”Spelar för livet”. Svensk mediedatabas. 25 februari 1992. http://smdb.kb.se/catalog/id/001479229. Läst 13 juni 2012.
2. ↑  ”Oh Boy”. Svensk mediedatabas. 25 februari 1992. http://smdb.kb.se/catalog/id/001479006. Läst 13 juni 2012.
3. ↑  ”Spelar för livet”. Svensk mediedatabas. 25 februari 1992. http://smdb.kb.se/catalog/id/001479229. Läst 13 juni 2012.
4. ↑  ”Oh Boy!”. Hitparad.se. 2007-2009. Arkiverad från originalet den 11 juni 2016. https://web.archive.org/web/20160611122044/http://hitparad.se/showitem.asp?interpret=Peps+Persson&titel=Oh+Boy%21&cat=s. Läst 13 juni 2012.